# Revenge (4.ª temporada)
A quarta temporada do drama da ABC, "Revenge", estreou nos Estados Unidos em 28 de setembro de 2014. No Brasil, estreou em 8 de outubro pelo Canal Sony. A série é protagonizada por Madeleine Stowe e Emily VanCamp. Grandes mudanças no elenco aconteceram na temporada, já que os atores Henry Czerny e Barry Sloane, que interpretavam respectivamente Conrad Grayson e Aiden Mathis, não reprisarão seus personagens durante a temporada, fazendo apenas participações em flashbacks. Outras saídas notáveis incluem Josh Bowman e Christa B. Allen, que interpretavam respectivamente, Daniel Grayson e Charlotte Clarke e participaram de apenas alguns episódios da temporada, para concluir suas histórias.
No elenco ainda houve a adição de Brian Hallisay, que foi escalado como Ben, parceiro de polícia de Jack, e Elena Satine como Louise, filha de uma família rica.
A temporada centra-se na rivalidade entre Emily e Victoria, após esta ter descoberto a real identidade da ex-nora e seu objetivo de vingança no final da temporada anterior, além da revelação de que David Clarke está vivo e de volta aos Hamptons. O enredo da temporada ainda traz a obsessão de Margaux LeMarchal em se vingar de Emily Thorne por tudo que ela fez a Daniel Grayson. 
Em 29 de abril de 2015, a ABC finalizou Revenge após quatro temporadas.

## Elenco

### Elenco Principal
- Emily VanCamp como Amanda Clarke/Emily Thorne
- Madeleine Stowe como Victoria Grayson
- Gabriel Mann como Nolan Ross
- Nick Wechsler como Jack Porter
- James Tupper como David Clarke
- Karine Vanasse como Margaux LeMarchal
- Brian Hallisay como Ben Hunter (Regular a partir do episódio 8)
- Elena Satine como Louise Ellis (Regular a partir do episódio 15)[1]
- Christa B. Allen como Charlotte Clarke (Regular até o episódio 6; Convidada nos episódios 22 e 23)
- Josh Bowman como Daniel Grayson (11 episódios)

### Elenco Recorrente
- Courtney Ford como Kate Taylor/Katherine Black
- Tommy Flanagan como Malcom Black
- Carolyn Hennesy como Penelope Ellis
- Sebastian Pigott como Lyman Ellis
- Gina Torres como Natalie Waters
- Nestor Serrano como Edward Alvarez
- Gail O'Grady como Stevie Grayson[2]
- Roger Bart como Mason Treadwell
- Ed Quinn como James Allen
- Josh Pence como Tony Hughes
- Emily Alyn Lind como Amanda Clarke (09 anos) (criança/flashbacks)
- Alyvia Alyn Lind como Amanda Clarke (05 anos) (criança/flashbacks)
- John Barbolla como Comandante Nelson

### Elenco Convidado
- Henry Czerny como Conrad Grayson (1 Episódio/flashback)
- Barry Sloane como Aiden Mathis (arquivo/flashbacks)
- Margarita Levieva como Amanda Clarke-Porter/Emily Thorne (foto/arquivo/flashbacks)
- Courtney Love como White Gold (3 Episódios)
- Daniel Zovatto como Gideon LeMarchal (2 Episódios)
- Danielle Rayne como Heather (2 Episódios)
- Adrienne Barbeau como Marion Harper (1 Episódio)
- Yeardley Smith como Phyllis (1 Episódio)
- Kim Richards como Stephanie (1 Episódio)
- Sarah Lancaster como April Hunter (1 Episódio)
- Yancey Arias como Tom Kingsly (1 Episódio)
- Barbara Eve Harris como Connie Bales (1 Episódio)
- Olivier Martinez como Pascal LeMarchal (arquivo/flashback) (1 Episódio)
- Matthew Glave como Bill Harmon (arquivo/flashback) (1 Episódio)
- Amber Valletta como Lydia Davis (arquivo/flashback) (1 Episódio)
- Ashley Madekwe como Ashley Davenport (arquivo/flashback) (1 Episódio)
- Amy Landecker como Michelle Banks (arquivo/flashback) (1 Episódio)
- Connor Paolo como Declan Porter (arquivo/flashback) (1 Episódio)
- Nicholas Stargel como Jack (criança/flashback) (1 Episódio)
- Hannah McCloud como Louise Ellis (criança/flashback)
- Michael Reilly Burke como John McGowen (arquivo/flashback) (1 Episódio)

## Recepção
Miranda Wicker, do TV Fanatic, após chamar a terceira temporada de "sem brilho", elogiou os figurinos da quarta temporada e o novo roteiro atribuído aos personagens, mas achou a execução da fuga do hospital "rídicula". Carrie Raisler, do A.V. Club, achou que muito do que aconteceu no episódio "Renaissance" foi "desorientador". Jordan Alsaqa, do TV Equals disse que "Renaissance" indica que a temporada teve "um bom começo". Kaitlin Thomas, do TV.com, avaliando o início da temporada disse que "quanto mais as coisas mudam, mais elas permanecem as mesmas". Brian Lowry, da Variety, chamou o último episódio de "totalmente previsível".

## Episódios
| No. geral | No. | Título          | Dirigido por        | Escrito por                       | Exibição               | Audiência (milhões) |
| --------- | --- | --------------- | ------------------- | --------------------------------- | ---------------------- | ------------------- |
| 67        | 1   | "Renaissance"   | John Terlesky       | Sunil Nayar & Sallie Patrick      | 28 de Setembro de 2014 | 5.14                |
| 68        | 2   | "Disclosure"    | Kenneth Fink        | Joe Fazzio                        | 5 de Outubro de 2014   | 5.27                |
| 69        | 3   | "Ashes"         | Colin Bucksey       | Alex Taub                         | 12 de Outubro de 2014  | 4.66                |
| 70        | 4   | "Meteor"        | J. Miller Tobin     | Karin Gist                        | 19 de Outubro de 2014  | 5.00                |
| 71        | 5   | "Repercussions" | Kate Woods          | Ted Sullivan                      | 26 de Outubro de 2014  | 4.32                |
| 72        | 6   | "Damage"        | John Terlesky       | Christopher Fife & Sallie Patrick | 2 de Novembro de 2014  | 4.67                |
| 73        | 7   | "Ambush"        | Hanelle Culpepper   | Shannon Goss                      | 9 de Novembro de 2014  | 5.26                |
| 74        | 8   | "Contact"       | Paul Holahan        | Joe Fazzio                        | 16 de Novembro de 2014 | 5.23                |
| 75        | 9   | "Intel"         | Wendey Stanzler     | Karin Gist                        | 30 de Novembro de 2014 | 4.08                |
| 76        | 10  | "Atonement"     | John Telersky       | Ted Sullivan                      | 7 de Dezembro de 2014  | 4.60                |
| 77        | 11  | "Epitaph"       | Bobby Roth          | Alex Taub                         | 4 de Janeiro de 2015   | 3.97                |
| 78        | 12  | "Madness"       | Matt Shakman        | Sallie Patrick                    | 11 de Janeiro de 2015  | 3.67                |
| 79        | 13  | "Abduction"     | John Scott          | Christopher Fifr                  | 18 de Janeiro de 2015  | 4.09                |
| 80        | 14  | "Kindred"       | Colin Bucksey       | Nancy Kiu                         | 25 de Janeiro de 2015  | 3.76                |
| 81        | 15  | "Bait"          | Ty Trullinger       | Shannon Goss                      | 8 de Março de 2015     | 4.89                |
| 82        | 16  | "Retaliation"   | Alrick Riley        | Jesse Lasky                       | 15 de Março de 2015    | 4.78                |
| 83        | 17  | "Loss"          | Helen Hunt          | Joe Fazzio                        | 22 de Março de 2015    | 4.42                |
| 84        | 18  | "Clarity"       | Allison Liddi-Brown | Karin Gist                        | 29 de Março de 2015    | 4.22                |
| 85        | 19  | "Exposure"      | Jennifer Wilkinson  | Wilson Pollock & Andrew Steier    | 12 de Abril de 2015    | 3.84                |
| 86        | 20  | "Burn"          | Kenneth Fink        | Ted Sullivan                      | 19 de Abril de 2015    | 3.90                |
| 87        | 21  | "Aftermath"     | Rob J. Greenlea     | Shannon Goss & Christopher Fife   | 26 de Abril de 2015    | 4.45                |
| 88        | 22  | "Plea"          | J. Miller Tobin     | Alex Taub                         | 3 de Maio de 2015      | 4.82                |
| 89        | 23  | "Two Graves"    | John Terlesky       | Joe Fazzio                        | 10 de Maio de 2015     | 4.80                |